# Chinary Ung
Chinary Ung (ur. 24 listopada 1942 w Prey Lovea w prowincji Takêv) – amerykański kompozytor pochodzenia kambodżańskiego.

## Życiorys
Ukończył klasę klarnetu w École de Musique w Phnom Penh (1963). W 1964 roku jako stypendysta Asia Foundation wyjechał do Stanów Zjednoczonych, gdzie początkowo uczył się gry na klarnecie i dyrygentury w Manhattan School of Music w Nowym Jorku, a następnie studiował kompozycję u Chou Wen-chunga i Mario Davidovsky’ego na Columbia University, w 1974 roku uzyskując stopień doktora. Od 1987 do 1995 roku wykładał na Arizona State University, od 1995 roku prowadził wykłady na Uniwersytecie Kalifornijskim w San Diego. Za kompozycję Inner Voices został nagrodzony w 1989 roku Grawemeyer Award. Był laureatem stypendiów fundacji Rockefellera, Forda, Guggenheima i Kusewickiego oraz nagrody Kennedy Center Friedheim Award (1992).
Zajmował się badaniami nad tradycyjną muzyką kambodżańską, studiował grę na roneat-ek. W latach 1980–1985 kierował Khmer Studies Institute. W swojej twórczości dokonał syntezy środków kompozytorskich charakterystycznych dla XX-wiecznej zachodniej awangardy z kulturą muzyczną Dalekiego Wschodu. Posługiwał się pentatonicznymi skalami azjatyckimi i ukształtowaniami mikrotonowymi. Sformułował koncepcję spirali muzycznej, opartą na tworzeniu narracji muzycznej z gotowych grup i fraz dźwiękowych.

## Wybrane kompozycje
(na podstawie materiałów źródłowych)

### Utwory orkiestrowe
- Anicca na orkiestrę kameralną (1970)
- Inner Voices na orkiestrę kameralną (1986)
- Grand Spiral („Desert Flowers Bloom”) (1990)
- Triple Concerto: A Sonorous Path na wiolonczelę solo, perkusję, fortepian i orkiestrę (1993)
- Water Rings na orkiestrę kameralną (1993)
- Antiphonal Spirals (1995)

### Utwory kameralne
- Khse Buon na wiolonczelę (1979)
- Child Song I na flet, skrzypce, wiolonczelę i fortepian (1985)
- Child Song II na flet altowy, altówkę, wiolonczelę i fortepian (1985)
- Spiral I na wiolonczelę, fortepian i perkusję (1986)
- Spiral II na głos wysoki, tubę i fortepian (1987)
- Spiral III na kwartet smyczkowy (1988)
- Spiral VI na klarnet, skrzypce, wiolonczelę i fortepian (1988)
- Spiral VII na flet altowy, rożek angielski, klarnet basowy, róg i fagot (1989)
- „...Still Life after Death” na głos wysoki, flet, klarnet, skrzypce, wiolonczelę, fortepian i perkusję (1995)

### Utwory wokalno-instrumentalne
- Tall Wind na sopran, flet, obój, gitarę i wiolonczelę (1969)
- Mohori na mezzosopran, flet, obój, 2 perkusje, fortepian, gitarę, harfę, wiolonczelę i smyczki (1974)